# 渾身是勁
《渾身是勁》（英語：Footloose）是一部1984年由赫伯特·罗斯（Herbert Ross）执导，迪恩·皮奇福德（Dean Pitchford）编剧的美国音乐劇情片。影片讲述了芝加哥少年伦·麦考马克（凯文·贝肯饰）搬到一个小镇后，努力推翻当地牧师（约翰·利思戈饰）倡导的舞蹈禁令的故事。
影片于1984年2月17日由派拉蒙影業发行，获得影评界的褒贬不一评价，但在票房上取得成功，在北美获得8000万美元的票房收入，成为1984年第七高票房电影。由肯尼·罗根斯演唱的〈Footloose〉和丹妮丝·威廉姆斯（Deniece Williams）演唱的〈Let's Hear It for the Boy〉均获得奥斯卡最佳原创歌曲奖提名。

## 剧情
芝加哥少年伦·麦考马克与母亲埃塞尔搬到犹他州的小镇博蒙特，与伦的姨妈和姨夫同住。在教堂礼拜时，他结识了牧师肖·摩尔、牧师的妻子薇和他们的女儿艾瑞尔。艾瑞尔反叛父亲严格的宗教信仰，行为鲁莽。
在学校里，伦结识了威拉德·休伊特。他很快得知镇议会禁止镇内有舞蹈和摇滚乐。伦对艾瑞尔产生好感，惹怒了艾瑞尔的男友查克·克兰斯顿。查克邀伦挑战用拖拉机比拼胆量。伦赢得了挑战，但其实只是因为鞋带被卡在脚踏板上，无法跳车而已。
牧师肖·摩尔觉得伦会带来不好的影响，禁止艾瑞尔与他交往。伦带着威拉德、艾瑞尔及她的朋友拉斯蒂开车到州界外的一家酒吧跳舞。威拉德因为不会跳舞感到嫉妒，跟一个与拉斯蒂跳舞的男人打了起来。
回家的路上，艾瑞尔讲述了五年前她哥哥在一次喝酒跳舞后的夜晚因车祸去世的故事。她的父亲随后说服镇议会制定了严格的反酒精、反毒品和反跳舞法律。伦决定反抗这些禁令，为高中举办一场毕业舞会。
威拉德因不会跳舞感到尴尬，伦便教他跳舞。查克因艾瑞尔对伦的感情问题与艾瑞尔发生争执，甚至动了手，随后两人分手。伦帮助艾瑞尔掩饰被打的痕迹，两人的感情进一步加深。
当天晚上，有人向伦家扔了一块砖头，上面写着“下地狱”。伦的叔叔批评伦的大胆行为，埃塞尔则告诉伦，虽然他的行为让她失去了工作，但他应该坚持自己认为正确的事情。
在艾瑞尔的帮助下，伦在镇议会上倡导废除跳舞禁令。他引用了多段圣经经文，说明跳舞是欢庆、锻炼和庆祝的方式。尽管牧师肖·摩尔被触动，但议会仍投票否决了伦的提议。薇支持伦，并告诉摩尔，他并不是每个人的父亲，对艾瑞尔也是如此。
摩尔与伦进一步探讨了自己的家庭损失，并听到艾瑞尔坦白她已不是处女，但是依旧没有改变立场。第二天，他发现教会成员在烧毁他们认为会危害小镇青年的书籍。他制止了这些行为，训斥了参与者。
在接下来的礼拜日，牧师肖·摩尔请求会众为高中生的舞会祈祷。舞会在镇界外的一家麵粉廠举行。舞会当晚，摩尔和薇在麵粉廠外倾听。查克和朋友赶到现场，殴打威拉德；伦及时赶到与查克对峙并击败了他。随后，伦、艾瑞尔、威拉德和拉斯蒂一起回到舞会，开心地跳舞。

## 演员
- 凯文·贝肯 饰 伦·麦考马克
- 洛莉·辛格（英语：Lori Singer） 饰 艾瑞尔·摩尔
- 约翰·利思戈 饰 牧师肖·摩尔
- 黛安·韦斯特 饰 薇·摩尔
- 基斯·潘（英语：Chris Penn） 饰 威拉德
- 莎拉·潔西卡·帕克 饰 拉斯蒂
- 约翰·劳夫林（英语：John Laughlin (actor)） 饰 伍迪
- 伊丽莎白·戈尔西（英语：Elizabeth Gorcey） 饰 温迪·乔
- 弗朗西斯·李·麦凯恩（英语：Frances Lee McCain） 饰 埃塞尔·麦考马克
- 吉姆·杨斯（英语：Jim Youngs） 饰 查克
- 琳恩·玛塔（英语：Lynne Marta） 饰 露露
- 蒂莫西·斯科特（英语：Timothy Scott (actor, born 1937)） 饰 安迪·比米斯
- 安德里亚·海斯（英语：Andrea Hays） 饰 酒吧顾客（未署名）[2]